# Dobranocny Ogród: w ZinkiZonii
Dobranocny Ogród: w ZinkiZonii (In The Night Garden: ZinkyZonk Specials) – brytyjsko-kanadyjski serial animowany dla dzieci, spin-off serialu Dobranocny Ogród. Jego światowa premiera odbyła się 10 września 2022 roku na antenie australijskiej stacji ABC Kids oraz na platformie ABC iView. W Polsce dostępny jest od 5 czerwca 2023 roku na antenie kanału CBeebies oraz w ofercie platformy BBC Player udostępnianej w Polsce za pomocą usługi Canal+ online.
W odróżnieniu od Dobranocnego Ogrodu, ta seria jest wykonana w całości techniką CGI, jednak wciąż wykorzystuje tę samą ścieżkę dźwiękową co jej poprzednik. W tej serii pojawia się także nowa bohaterka – Zonk, grana przez Tanię Rodrigues, która jest także narratorką serialu. W polskiej wersji narratorką jest Agnieszka Fajlhauer.

## Zarys fabuły
Gdy któremuś z mieszkańców Dobranocnego Ogrodu chce się spać, Zonk pomaga mu znaleźć odpowiednie miejsce na spokojną drzemkę. Najlepszym z nich jest tajemniczy zakątek w ogrodzie zwany ZonkiZonią.

## Bohaterowie
- Zonk (grana przez Tanię Rodrigues) – ogromna postać koloru cyjanowego. Lata po ogrodzie maszyną  ZonkyFlonk i zabiera innych mieszkańców ogrodu do ZonkiZonii, kiedy któreś z nich nie potrafi zasnąć.
- Igipigiel (grany przez Nick'a Kellingtona) – bohater niebieskiej maści. Zawsze nosi ze sobą czerwony kocyk.
- Upsy Daisy (grana przez Rebeccę Hyland) – czarnoskóra lalka. Nosi kolorowe ubrania, w tym spódniczkę przypominającą stokrotkę. Uwielbia kwiaty, śpiew i taniec.
- Makka Pakka (grany przez Justyna Towlera) – mała postać o beżowym umaszczeniu. Kolekcjonuje  kamienie.
- Tomblibusie: Unn, Ooo i Eee (grane kolejno przez: Andy'ego Warehama, Isaaca Blake'a i Elisę Laghi) – troje postaci ubranych w pasiaste, kolorowe ubrania. Mieszkają razem w wielkim krzewie.
- Pontipiny – rodzinka malutkich drewnianych lalek poubieranych w czerwone stroje.
- Hahusie – pięć wielkich bohaterów przypominających kolorowe balony.

## Spis odcinków
Spis odcinków serialu Dobranocny Ogród: w ZinkiZonii.
| N/o | Data premiery (PL) | Oryginalny tytuł | Polski tytuł |
| --- | ------------------ | ---------------- | ------------ |
|     |                    |                  |              |
| 01  | 05.06.2023         | Makka Pakka      | Makka Pakka  |
|     |                    |                  |              |
| 02  | 06.06.2023         | Igglepiggle      | Igipigiel    |
|     |                    |                  |              |
| 03  | 07.06.2023         | Tombliboos       | Tomblibusie  |
|     |                    |                  |              |
| 04  | 08.06.2023         | Upsy Daisy       | Upsy Daisy   |
|     |                    |                  |              |
| 05  | 09.06.2023         | Pontipines       | Pontipiny    |
|     |                    |                  |              |
| 06  | 10.06.2023         | Hahoos           | Hahusie      |